# Teresa Hales
Teresa Hales Gebrim (Santiago de Chile, 1 de agosto de 1978) es una actriz chilena de cine, teatro y televisión, conocida principalmente por su voz.

## Biografía
Hija del diputado PPD Patricio Hales y de Leila Gebrim, una periodista brasileña que durante muchos años trabajó como lectora de noticias de la Rede Globo, ambos de ascendencia árabe.
Estudió en el Colegio de la Alianza Francesa y luego en la Escuela de Teatro de Gustavo Meza. También estudió locución radial, por lo que lleva años poniendo su voz en doblajes de películas, avisos publicitarios y distintos programas en donde ha sido la voz en off.
Se dio a conocer en 2004 como panelista de Buenos días a todos y al haber sido proclamada Reina del Bar Liguria. 
Si bien sus papeles en teleseries han sido pequeños, el de mayor exposición fue en Lola de Canal 13 donde encarnó a la loca psicóloga Rafaela Ovalle.
También fue panelista del programa de farándula de UCV Televisión En portada.
Fue locutora y voz en off de FM Dos entre el 2008 y 2014 además locutora comercial de las emisoras de Ibero Americana Radio Chile; posteriormente a fines del año 2015, se convirtió en locutora de Romántica FM hasta inicios del 2019.

## Cine
| Año  | Título                | Rol        | Director               |
| ---- | --------------------- | ---------- | ---------------------- |
| 2008 | Mansacue              |            | Marco Enríquez-Ominami |
| 2008 | ChilePuede            |            | Ricardo Larraín        |
| 2008 | Mirageman             |            | Ernesto Díaz Espinoza  |
| 2009 | La Gabriela           | Periodista | Rodrigo Moreno         |
| 2012 | La lección de pintura |            | Pablo Perelman         |

## Teleseries
| Teleseries | Teleseries         | Teleseries            | Teleseries |
| Año        | Teleserie          | Rol                   | Canal      |
| ---------- | ------------------ | --------------------- | ---------- |
| 2004       | Xfea2              | Pandita Flores        | Mega       |
| 2006       | Entre medias       | Flavia Pantoja        | TVN        |
| 2007-2008  | Lola               | Rafaela Ovalle        | C13        |
| 2009       | ¿Dónde está Elisa? | Blanca Miranda        | TVN        |
| 2009       | Conde Vrolok       | Alejandra Véliz       | TVN        |
| 2010       | 40 y tantos        | Jocelyn Pérez         | TVN        |
| 2012       | Separados          | Pamela Martini        | TVN        |
| 2012       | Pobre rico         | Daniera Tepu          | TVN        |
| 2013       | Somos los Carmona  | Rebeca Ortiz          | TVN        |
| 2019       | Verdades Ocultas   | Psicóloga de Agustina | Mega       |

## Series de televisión
| Series     | Series            | Series                   | Series      |
| Año        | Serie             | Rol                      | Canal       |
| ---------- | ----------------- | ------------------------ | ----------- |
| 2005       | Urgencias         | Isabel                   | Mega        |
| 2005       | Los Galindo       | Marlene de Echeverría    | TVN         |
| 2005, 2008 | Infieles          | Cassandra Gaete / Susana | Chilevisión |
| 2005       | La Nany           | Marcela Fernández        | Mega        |
| 2006-2007  | Casado con hijos  | Fabiola Muñoz / Martuca  | Mega        |
| 2007       | Pecados capitales |                          | Chilevisión |
| 2007       | Herederos         | Paula                    | TVN         |

## Teatro
Ha trabajado en muchas obras, entre las que destacan:
- Colegio de Monjas - Teatro Alcalá - 2008
- Con la cabeza separada del tronco - X Muestra de Dramaturgia nacional - 2007
- ¿Quién se robó a la Gioconda? - Teatro del Parque - 2006
- Antes/Después - Teatro Ictus - 2004
- Edipo Asesor - Teatro San Ginés - 2001
- El pueblo de las siete viudas - Teatro Escuela La Matriz - 2001

## Radio
- Las chicas sólo quieren divertirse (Rock and Pop, 2007)
- Dedicados (FM Dos, 2008 - 2014)
- Té para dos (FM Dos, 2008 - 2014)
- Hoy es un gran día (Romántica FM, 2013)
- Nunca es tarde (Romántica FM, 2015–2017)
- Tus elegidos (Romántica FM, 2018)

## Programas de televisión
- Buenos días a todos (2004-2005) - Panelista
- ExpedienTV (2005) - Voz en off
- Amigas con ventaja (2010) (Webshow) - Conductora
- En portada (2012) - Panelista
- Mujeres primero (2014) - Panelista